# Укради мою жену
«Укради мою жену» (англ. Life of Crime) — американская криминальная комедия режиссёра Дэниэла Шехтера, экранизация романа «The Switch» Элмора Леонарда. В главных ролях — Дженнифер Энистон, Айла Фишер и Тим Роббинс.
Премьера состоялась 14 сентября 2013 года в рамках Международного кинофестиваля в Торонто, Канада.

## Сюжет
1978 год. Двое мужчин с криминальным прошлым Орделл Робби (Мос Деф) и Луис Гарра (Джон Хоукс) попали в тюрьму за одно и то же преступление — угон. В тюремной камере, отбывая срок, они становятся не просто друзьями, а сообщниками, ведь теперь, выйдя из тюрьмы, им предстоит общее серьёзное дело, сулящее большой куш — для получения выкупа они намереваются похитить жену одного из крупных детройтских специалистов. Но стоило осуществить задуманное, как выяснилось, что Фрэнк Доусон (Тим Роббинс) не только не имеет ни гроша, но и не желает вызволять благоверную из рук похитителей. 
И, правила этой простой на первый взгляд игры меняются — обиженная и жаждущая мести Мики Доусон (Дженнифер Энистон) готовит собственный план, разбавляя собой сугубо мужскую парочку.

## В ролях
- Дженнифер Энистон — Мики Доусон
- Айла Фишер — Мелани
- Тим Роббинс — Фрэнк Доусон
- Джон Хоукс — Луис Гарра
- Мос Деф — Орделл Робби
- Уилл Форте — Маршал Тейлор

## Критика
Фильм получил в основном положительные отзывы кинокритиков. На сайте Rotten Tomatoes фильм имеет рейтинг 67 % на основе 76 рецензий со средним баллом 5,9 из 10. На сайте Metacritic фильм имеет оценку 60 из 100 на основе 28 рецензий критиков, что соответствует статусу «смешанные или средние отзывы».